# Taşpınar (Tufanbeyli)
Taşpınar (türkisch für Steinquelle) ist ein Ortsteil (Mahalle) im Landkreis Tufanbeyli der türkischen Provinz Adana mit 67 Einwohnern (Stand: Ende 2024). Im Jahr 2011 hatte der Ort 48 Einwohner.